# J.A. van der Kloes

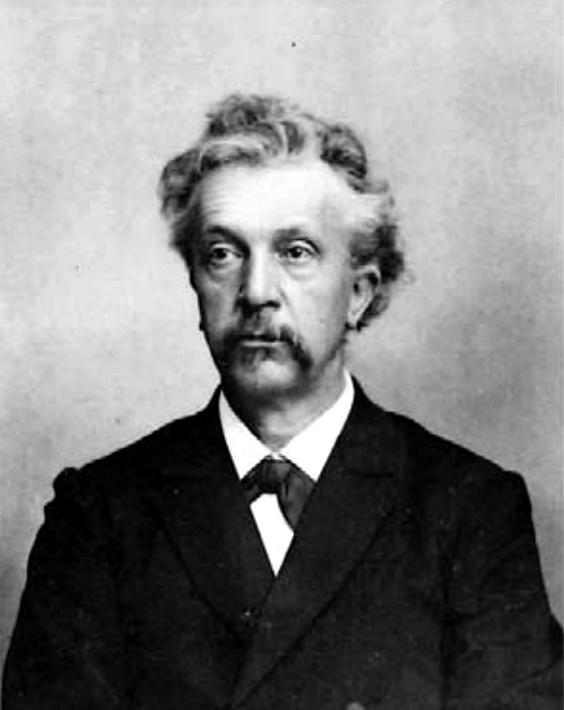
Jacobus Alida van der Kloes, 1895

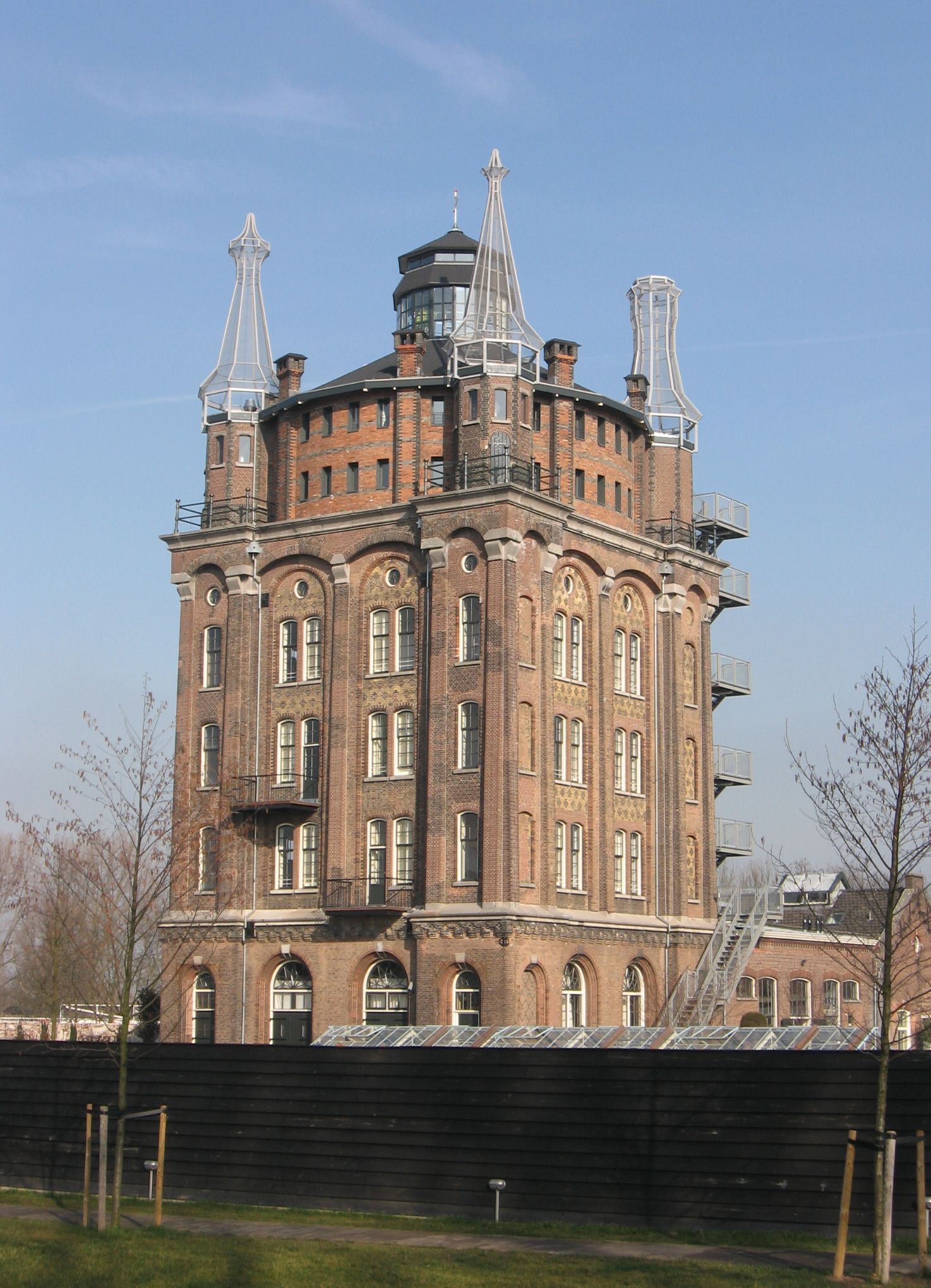
Dordrecht - oude watertoren, 1882

Jacobus Alida van der Kloes (Doesburg, 3 juni 1845 - Delft, 13 januari 1935) was een Nederlands architect en de eerste hoogleraar in de kennis en het onderzoek der bouwstoffen aan de Polytechnische School en de Hogeschool van Delft, de voorlopers van de Technische Universiteit Delft.

## Architect
Zijn werkzame leven begon in 1863 als tekenaar bij de Nederlandse spoorwegen die toen volop in aanleg waren. In 1866 werkte hij als tekenaar voor de machinefabriek van de gebroeders Stork, waarvoor hij in 1867 de nieuwe machinefabriek te Hengelo ontwierp. Deze fabriek werd een jaar later onder Van der Kloes' leiding gebouwd. In 1871 werd hij directeur van de gemeentewerken in Bolsward. Daar was hij een van de drijvende krachten achter de inpoldering van het Workumermeer en het Parregaastermeer. In Bolsward was Van der Kloes verantwoordelijk voor het ontwerp van een turfmagazijn in neorenaissance-stijl, dat in de jaren 1873-1873 verrees, en behoort bij het complex van het armenhuis de Hendrik Nanneshof.
In 1874 werd Van der Kloes in Dordrecht aangesteld als directeur van de gemeentewerken. In Dordrecht ontwierp hij het in 1877 opgeleverde Gemeenteziekenhuis aan het Beverwijckseplein. In dit ziekenhuis werd een door Van der Kloes bedacht verwarmingssysteem aangebracht, welk systeem stofvrij was, en daarmee uniek voor zijn tijd. De watertoren aan het Wantij inclusief leidingnet zag in 1882 het licht, en is thans in gebruik als hotel. Het door Van der Kloes ontworpen kantoor voor de gemeentedienst werd in 1880 op de hoek van de Sint Jorisbrug en het Kromhout te Dordrecht gebouwd en is thans is gebruik als appartementencomplex met 10 (woon)appartementen. Hiernaast ontwierp hij in Dordrecht -onder andere- nog diverse gemalen (waaronder het nog bestaande gemaal Stadspolders), twee scholen (waaronder de latere Wepsterschool), een brug (de Roobrug), het Johan de Wittgymnasium, het tapgebouw voor het Liernurstelsel en een nieuwe schilderijenzaal voor het museum aan de Wijnstraat.
Ook ontwierp Van der Kloes - waarschijnlijk niet in zijn functie als directeur der gemeentewerken - in 1885 twee 'landhuizen', waaronder "villa Maria" (later "villa Benvenuta" genaamd), welke villa aan de Singel in Dordrecht gebouwd werd.
In Voorschoten staat een door hem tezamen met A.J. Druiding ontworpen kerk.

## Wetenschappelijke carrière
Vanaf 1882 zette Van der Kloes zijn carrière in de wetenschap voort als leraar in de kennis van de bouwstoffen aan de Polytechnische School, de latere Technische Universiteit Delft. In zijn periode als hoogleraar schreef hij, bij gebrek aan handboeken, zelf in 1893 zijn werk “Onze Bouwmaterialen”. In 1908 volgde een tweede geheel herziene druk, die zo omvangrijk was dat het niet meer in één (dikke) band, maar in zes banden moest worden uitgegeven. Verder schreef hij goedkope handleidingen voor verschillende ambachten, zodat deze boeken betaalbaar waren voor de doelgroep: de werkende man. Een aantal van deze werken werd in het Duits, Frans en Engels vertaald. Hoewel niet juridisch geschoold stelde hij in 1894 de "Algemeene Voorschriften voor de uitvoering en het onderhoud van werken" op, omdat naar zijn mening de algemene voorschriften van het Rijk niet deugden. In 1908 en 1919 verschenen herziene edities van deze 'Voorwaarden Van der Kloes'. Hierna zou Van der Kloes volstaan met de (circa jaarlijkse)uitgave van een door hem becommentarieerde versie van de Rijksvoorschriften, uitgegeven bij uitgeverij Veen.
Van der Kloes zou tot aan zijn dood in 1935 blijven publiceren in het maandblad “Bouwstoffen”, dat bijna twintig jaar onder zijn hoofdredactie stond.

## Nevenactiviteiten
Naast zijn werkzame leven had Van der Kloes zitting in een aantal staatscommissies, waaronder de Gezondheidscommissie, de Loodwitcommissie en de Paleiscommissie. Ook was hij vanaf 1909 voorzitter van de internationale commissie tot onderzoek van weersinvloeden op mortel. Als adviseur was hij betrokken bij de aanleg van het Maas-Waalkanaal waar sluismuren en brughoofden op zijn aanwijzingen vervaardigd werden uit opgegraven bodemmateriaal.

## Trivia
De betovergrootvader van Van der Kloes was de Utrechtse stadsarchitect Jacobus van der Kloes.